# Mahmud Sjah Durrani
Mahmud Sjah Durrani (Pasjtoe: محمود شاہ درانی) (1769 – 18 april 1829) werd geboren als prins en heerser van het Durrani-rijk (Afghanistan). Tussen 1801 en 1803, en opnieuw tussen 1809 en 1818, was hij de heerser van de Durraniden. Hij was de zoon van Timur Shah Durrani en kleinzoon van Ahmad Shah Durrani.

## Biografie
Mahmud Shah Durrani was de halfbroer van zijn voorganger, Zaman Shah Durrani. Op 25 juli 1801 werd Zaman Shah afgezet, waarna Mahmud Shah de troon overnam. Zijn heerschappij verliep echter moeizaam, in 1803 werd hij weer afgezet. In 1809 herkreeg hij de troon, maar in 1818 verloor hij die weer.

### Problemen met de Barakzai-stam
Fateh Khan, die aan het hoofd stond van de Barakzai, was de oudere broer van Dost Mohammad Khan. Fateh Khan speelde een belangrijke rol bij de machtsovername door Mahmud Shah Durrani in 1801 en nogmaals in 1809. De zoon van Mahmud Shah Durrani had echter problemen met Fateh Khan, en daarom werd in 1818 werd Fateh Khan vermoord op verzoek van Mahmud Shah.
Na de moord op Fateh Khan begon de val van het Durrani-rijk. Na een bloedig conflict werd Mahmud Shah beroofd van al zijn bezittingen behalve de stad Herat; de rest van zijn gebieden werd verdeeld onder de broers van Fateh Khan. Koning Mahmud Shah Durrani stierf in 1829. Het land werd toen geregeerd door Shuja Shah Durrani, een van zijn halfbroers.

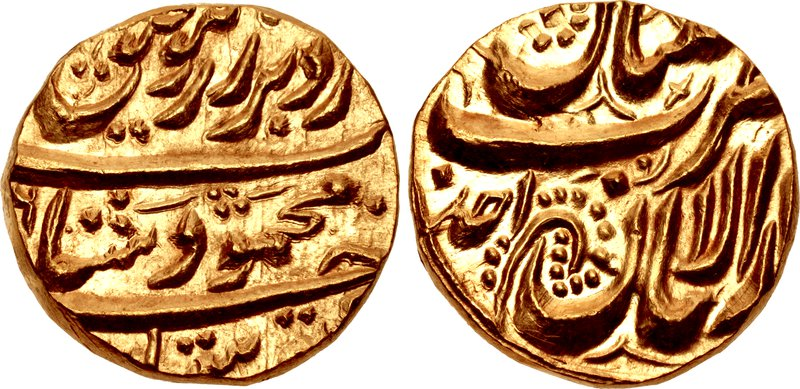
Munt van Mahmud Shah Durrani, geslagen in Multan